# Universidad Gonzaga

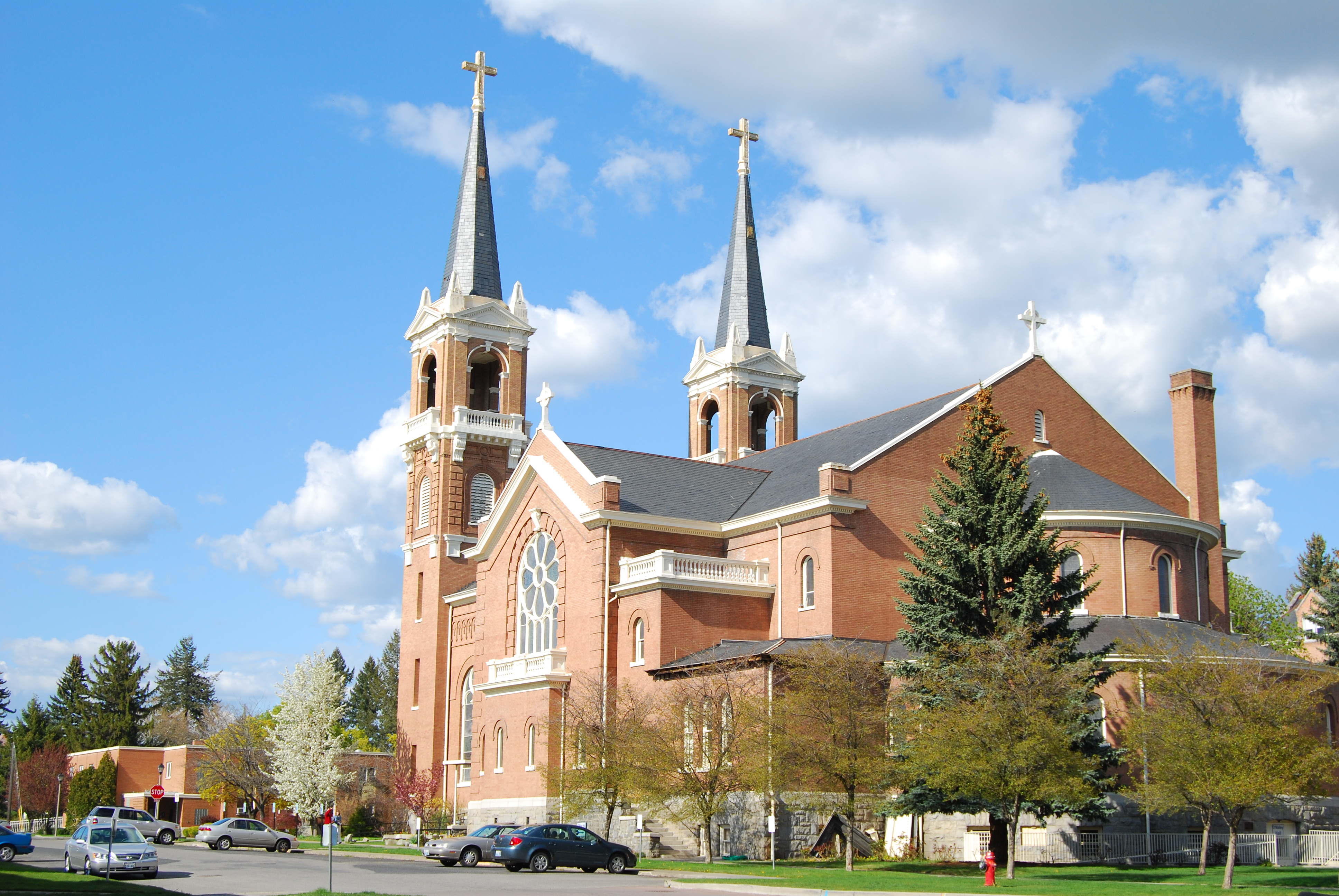
Iglesia de San Luis Gonzaga.

La Universidad Gonzaga (en inglés y oficialmente, Gonzaga University) es una universidad privada, católica, de la Compañía de Jesús, ubicada en Spokane (Washington), Estados Unidos. Forma parte de la Asociación de Universidades Jesuitas (AJCU), en la que se integran las 28 universidades que la Compañía de Jesús dirige en los Estados Unidos. Se denomina así en recuerdo a San Luis Gonzaga.

## Historia
La universidad fue fundada en 1887 por el padre jesuita Joseph Cataldo, S.J., que quería crear una universidad jesuita en el noroeste de los Estados Unidos.

## Campus
El campus incluye 94 edificios en los 131 acres (437,000 m²) que ocupa la universidad a lo largo del cauce del río Spokane, en una zona residencial de las afueras de Spokane. 

## Deportes
La Universidad Gonzaga compite en la División I de la NCAA, en la West Coast Conference. Uno de sus jugadores más destacados en la NBA fue John Stockton, exjugador de Utah Jazz y líder de robos y asistencias histórico en la NBA.